# Municipalidad Provincial de Huancayo
La Municipalidad Provincial de Huancayo es el órgano de gobierno local de la provincia de Huancayo y el distrito de Huancayo, Perú. 

## Historia
La provincia de Huancayo fue creada mediante Ley del Congreso del 16 de noviembre de 1864 impulsada por el diputado jaujino José Jacinto Ibarra. Hasta ese momento, el territorio de la provincia pertenecía a la provincia de Jauja. La provincia de Huancayo fue conformada por los distritos de Huancayo, Sapallanga, Pariahuanca, Chupaca, Sicaya, Chongos, Colca y San Jerónimo. La capital de esta recién formada provincia fue establecida en la ciudad de Huancayo.

## Organización
De conformidad con lo señalado en la Ley Orgánica de Municipalidades, las municipalidades están conformadas por el consejo municipal y la alcaldía, los mismos que son elegidos por votación popular cada cuatro años. 

### Consejo Municipal
El Consejo Provincial de Huancayo está conformado por el alcalde y 15 regidores según lo dispuesto por el Jurado Nacional de Elecciones. Los regidores son determinados de manera proporcional a los resultados obtenidos en las elecciones municipales. El actual consejo provincial está conformado por:
| Cargo                           | Autoridad electa             | Partido político | Partido político                                 |
| ------------------------------- | ---------------------------- | ---------------- | ------------------------------------------------ |
| Alcalde Provincial de Huancayo  | Dennys Cuba Rivera           |                  | Movimiento Regional Sierra y Selva Contigo Junín |
| Regidor Provincial de Huancayo  | Saúl Alejo Arotoma           |                  | Movimiento Regional Sierra y Selva Contigo Junín |
| Regidora Provincial de Huancayo | Noemí Curi Capcha de Chocce  |                  | Movimiento Regional Sierra y Selva Contigo Junín |
| Regidor Provincial de Huancayo  | Jesús Huayas Ruiz            |                  | Movimiento Regional Sierra y Selva Contigo Junín |
| Regidora Provincial de Huancayo | Doricinda Matías Bonifacio   |                  | Movimiento Regional Sierra y Selva Contigo Junín |
| Regidor Provincial de Huancayo  | José Ortiz Soberanes         |                  | Movimiento Regional Sierra y Selva Contigo Junín |
| Regidora Provincial de Huancayo | Yudith Vilcapoma García      |                  | Movimiento Regional Sierra y Selva Contigo Junín |
| Regidora Provincial de Huancayo | Marjury Contreras Hualpa     |                  | Movimiento Regional Sierra y Selva Contigo Junín |
| Regidor Provincial de Huancayo  | Elmer Lifonzo Meza           |                  | Movimiento Regional Sierra y Selva Contigo Junín |
| Regidora Provincial de Huancayo | Sayuri Mayta Briceño         |                  | Movimiento Regional Sierra y Selva Contigo Junín |
| Regidor Provincial de Huancayo  | Sabino Blancas Chavez        |                  | Caminemos Juntos por Junín                       |
| Regidora Provincial de Huancayo | Jane Hospinal P. Escajadillo |                  | Caminemos Juntos por Junín                       |
| Regidora Provincial de Huancayo | Betzabeth Fabián Gonzalez    |                  | Junín Renace                                     |
| Regidor Provincial de Huancayo  | Elio Laureano Rodríguez      |                  | Junín Renace                                     |
| Regidor Provincial de Huancayo  | Rubén Vera Cabrera           |                  | Alianza para el Progreso                         |
| Regidor Provincial de Huancayo  | Misael Quispe Estrada        |                  | Acción Popular                                   |

### Alcalde
El Alcalde es el órgano ejecutivo de la municipalidad a la vez que su representante legal y máxima autoridad administrativa. Conforme a los resultados de la elección municipal del 2022, el actual alcalde es Dennys Cuba Rivera quien resultó electo en dichos comicios.
Conforme a la ley orgánica de municipalidades, la administración municipal encabezada por el alcalde tiene una estructura gerencial encabezada por una Gerencia Municipal y, además, una Oficina de Auditoría Interna, una Procuraduría Pública Municipal, una Oficina de Asesoría Jurídica y una Oficina de Planeamiento y Presupuesto. Los demás órganos de línea, apoyo y asesoría son determinados por cada gobierno local conforme a sus necesidades.

### Órganos de línea
La Municipalidad Provincial de Huancayo estableció la conformación de diez gerencias que dependen de la alcaldía a través de la Gerencia Municipal:
- Gerencia de Administración.
- Gerencia de Asesoría Jurídica
- Gerencia de Planeamiento y Presupuesto
- Gerencia de Desarrollo Urbano
- Gerencia de Promoción Económica y Turismo
- Gerencia de Servicios Públicos
- Gerencia de Desarrollo e Inclusión Social
- Gerencia de Tránsito y Transportes
- Gerencia de Seguridad Ciudadana
- Gerencia de Obras Públicas

### Empresas Municipales
Adicionalmente, la Municipalidad cuenta con cinco empresas municipales:
- Empresa Municipal de Servicios Múltiples - EMSEM
- Caja Municipal de Ahorro y Crédito Huancayo
- Empresa de Servicios de Agua Potable y Alcantarillado Municipal de Huancayo - SEDAM
- Instituto de Viabilidad.
- Sociedad de Beneficencia Pública de Huancayo.